# Paul Tourenne
Pour les articles homonymes, voir Tourenne.
Paul Tourenne est un chanteur français, membre du quatuor des Frères Jacques, né le 25 février 1923 à Paris 10e et mort le 20 novembre 2016 à Montréal (Canada). Au sein des Frères Jacques, il portait traditionnellement un justaucorps bleu-gris.

## Biographie
Durant sa jeunesse, Paul Tourenne joue du violon, adore le camping et participe à des quatuors vocaux. Parallèlement à ses activités de chanteur, il pratique de longue date la photographie en amateur. Les grands photographes qui l'ont influencé sont notamment Henri Cartier-Bresson, Robert Doisneau, Willy Ronis, Édouard Boubat.
Son vif intérêt pour la lumière se traduit également au sein des Frères Jacques, où il règle les éclairages. Photographe, il expose à titre individuel, mais également au sein du « Trio pour une expo », composé également de Fred Mella, la voix d'or des compagnons de la chanson, et Pierre Jamet, ténor des Quatre Barbus.
Membre actif de la promotion du groupe, il s'est beaucoup investi, avec Pierre Tchernia, à la sortie en février 2005 de l'unique DVD sur les Frères Jacques, paru chez Rym Musique. Il a aussi participé avec les Frères Jacques au film La Rose rouge (DVD publié chez René Chateau).
Mort le 20 novembre 2016 à Montréal où il résidait depuis une dizaine d'années, Paul Tourenne est inhumé à Feytiat.

## Publications
- Photographies, Maeght Éditeur, 2003  (ISBN 2869413114)
- Temps de pause, photos de Paul Tourenne, Pierre Jamet et Fred Mella, textes de Charles Aznavour et Philippe Meyer, Éditions Alternatives, 2000  (ISBN 2862272558)

## Théâtre
- 1949 : Les Gaités de l'escadron de Georges Courteline, mise en scène Jean-Pierre Grenier, Théâtre de la Renaissance